# Orlando Jordan

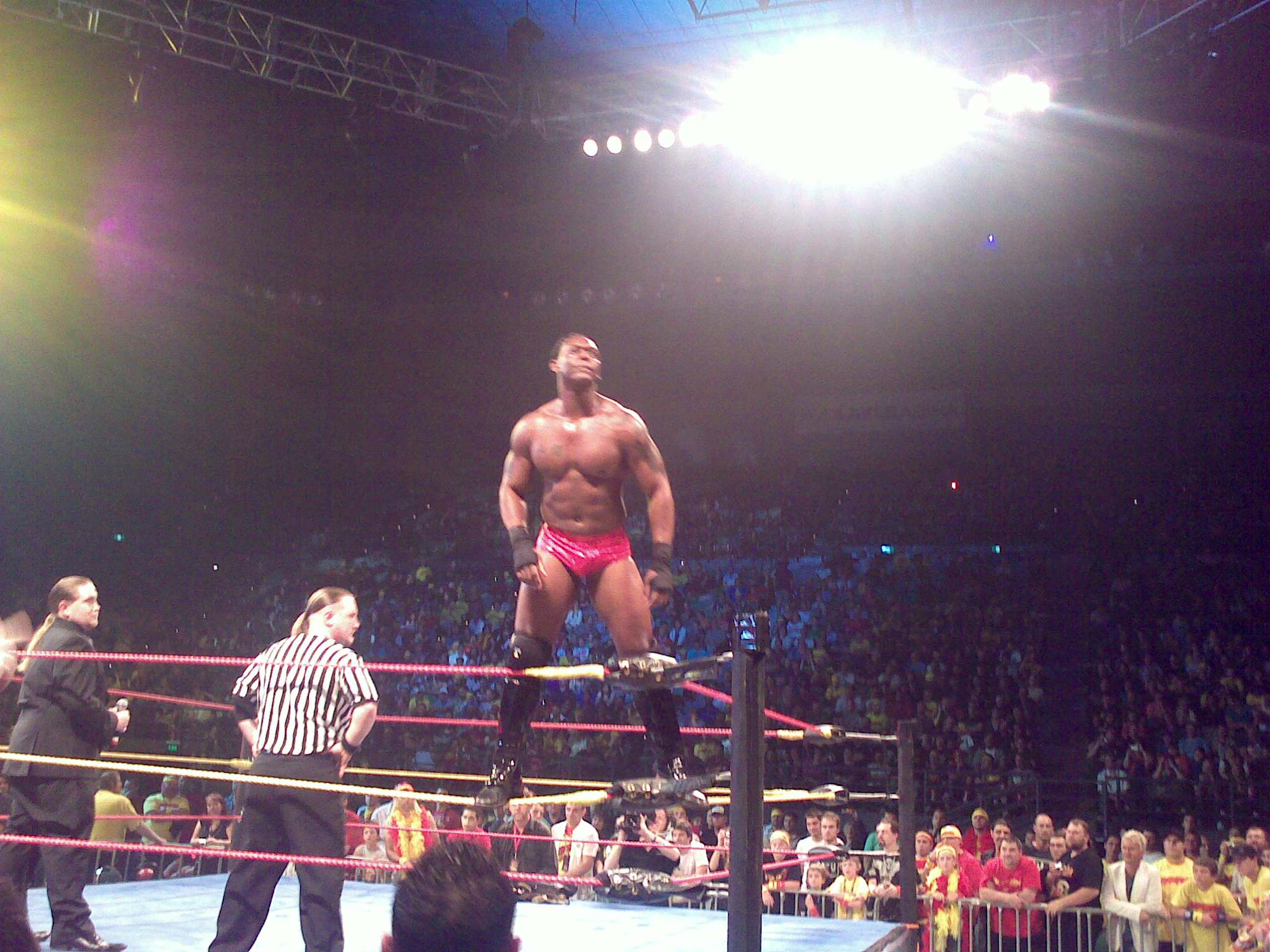
Jordan podczas walki na ringu

Orlando Jordan (ur. 21 kwietnia 1974 w Richmond) – profesjonalny amerykański wrestler.
Występował w World Wrestling Entertainment (WWE), które w marcu 2005 przyznało mu pas mistrzowski. Obecnie jest członkiem federacji Total Nonstop Action Wrestling (TNA). Jest absolwentem Boise State University w Boise w stanie Idaho.
Identyfikuje się jako osoba biseksualna. Mieszka w Miami na Florydzie.

## Osiągnięcia
Maryland Championship Wrestling
- MCW Heavyweight Championship

Nu-Wrestling Evolution
- NWE World Heavyweight Championship

Pro Wrestling Illustrated
- Pozycja 86. w zestawieniu 500 najlepszych wrestlerów według PWI (2005)

World Wrestling Entertainment
- WWE United States Championship